# The Colour of Magic
 (avril 2017).
Si vous disposez d'ouvrages ou d'articles de référence ou si vous connaissez des sites web de qualité traitant du thème abordé ici, merci de compléter l'article en donnant les références utiles à sa vérifiabilité et en les liant à la section « Notes et références ».
The Colour of Magic est un jeu d'aventure textuel sorti sur Amstrad CPC, Commodore 64 et ZX Spectrum en 1986. Il a été développé par Delta 4 et édité par Piranha Games. Il s'agit d'une adaptation fidèle du roman La Huitième couleur de Terry Pratchett.

## Système de jeu
Le principe du jeu est d'accueillir des touristes et de leur faire visiter seize lieux différents. De terribles ennemis viendront cependant troubler la visite. Le but est de s'en débarrasser pour que la balade se déroule dans les meilleures conditions possibles.